# Sikora kapturowa
Sikora kapturowa (Pardaliparus amabilis) – gatunek niewielkiego ptaka z rodziny sikor (Paridae), zamieszkujący zachodnie wyspy Filipin. Mało znany nauce.
TaksonomiaPrzez niektórych autorów gatunek ten umieszczany jest w rodzaju Periparus. Nie wyróżnia się podgatunków.
WystępowanieZamieszkuje grupę wysp w zachodnich Filipinach: Balabak, wyspy Calamian, i największą z nich Palawan. Zasiedla wilgotne nizinne lasy tropikalne.
MorfologiaDługość ciała 12–13 cm. Ubarwienie: czarna głowa i szyja; jaskrawożółte pierś i podbrzusze; wierzch ciała, skrzydła i ogon ciemnopopielate z białymi szlaczkami.
StatusW Czerwonej księdze gatunków zagrożonych IUCN sikora kapturowa klasyfikowana jest jako gatunek bliski zagrożenia (NT, Near Threatened). Liczebność populacji nie została oszacowana, ale ptak ten opisywany jest jako rzadki. BirdLife International ocenia trend liczebności populacji jako prawdopodobnie spadkowy ze względu na utratę siedlisk.